# ژروم ده میر
ژروم ده میر (انگلیسی: Jérôme de Mayer; ۲۱ ژوئیهٔ ۱۸۷۵ – ۱۸ اوت ۱۹۵۸) کماندار اهل بلژیک بود.